# Varg (группа)
Varg (скандин. «волк») — немецкая метал-группа из города Кобург, Бавария, образованная в 2005 году. Название «varg» в переводе со скандинавского языка означает «волк». Тематика их песен — Германо-скандинавская мифология и язычество.

## История
Varg была образована в 2005 году в Кобурге гитаристом Филиппом «Freki» Зайлером и барабанщиком Сильвестром «Fenrier» Грундманом. К ним присоединились бас-гитарист Нивел, вокалист Фрост и гитарист Даат. Они наиболее известны тем, что в 2019 году выпустили письмо о прекращении деятельности шведского техно-исполнителя с тем же именем.

## Дискография

### Альбом
- 2006: Donareiche (демо)
- 2007: Wolfszeit (LP)
- 2008: Schildfront (сплит с Minas Morgul)
- 2008: Live am Wolfszeit Festival (концертный альбом)
- 2010: Blutaar (LP)
- 2011: Wolfskult (LP)
- 2012: Guten Tag (LP)
- 2012: Legacy (EP)
- 2015: Rotkäppchen (EP)
- 2017: Götterdämmerung (EP)
- 2016: Das Ende aller Lügen (LP)
- 2019: Wolfszeit II (LP)
- 2020: Zeichen (LP)
- 2023: Ewige Wacht (LP)

### Видеоклипы
- 2015: Das Ende Aller Lügen
- 2015: Rotkäppchen
- 2016: Achtung
- 2016: Streyfzug
- 2019: Asatru
- 2019: Skål